# Parc des Braves

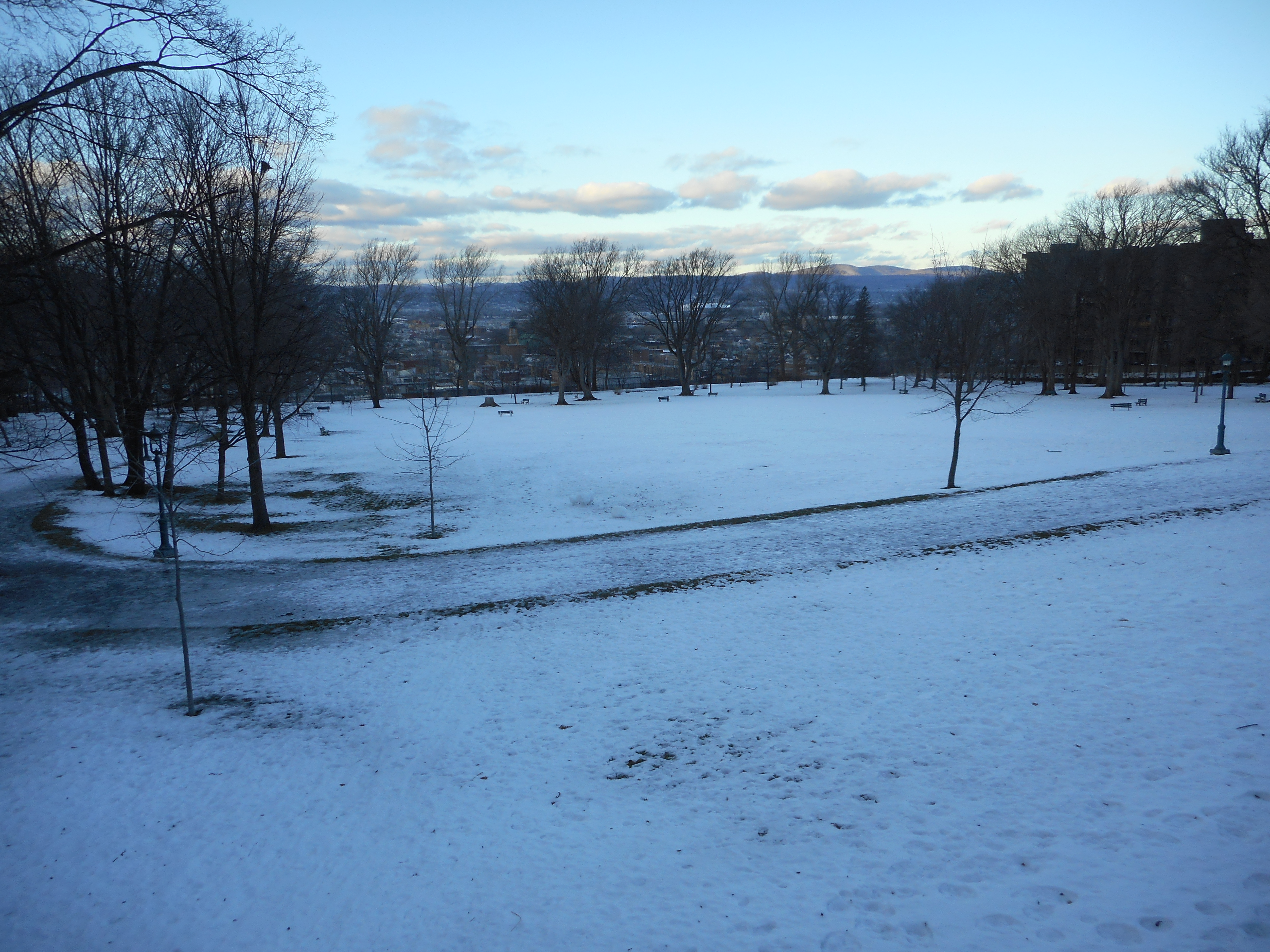
Ansicht im Winter

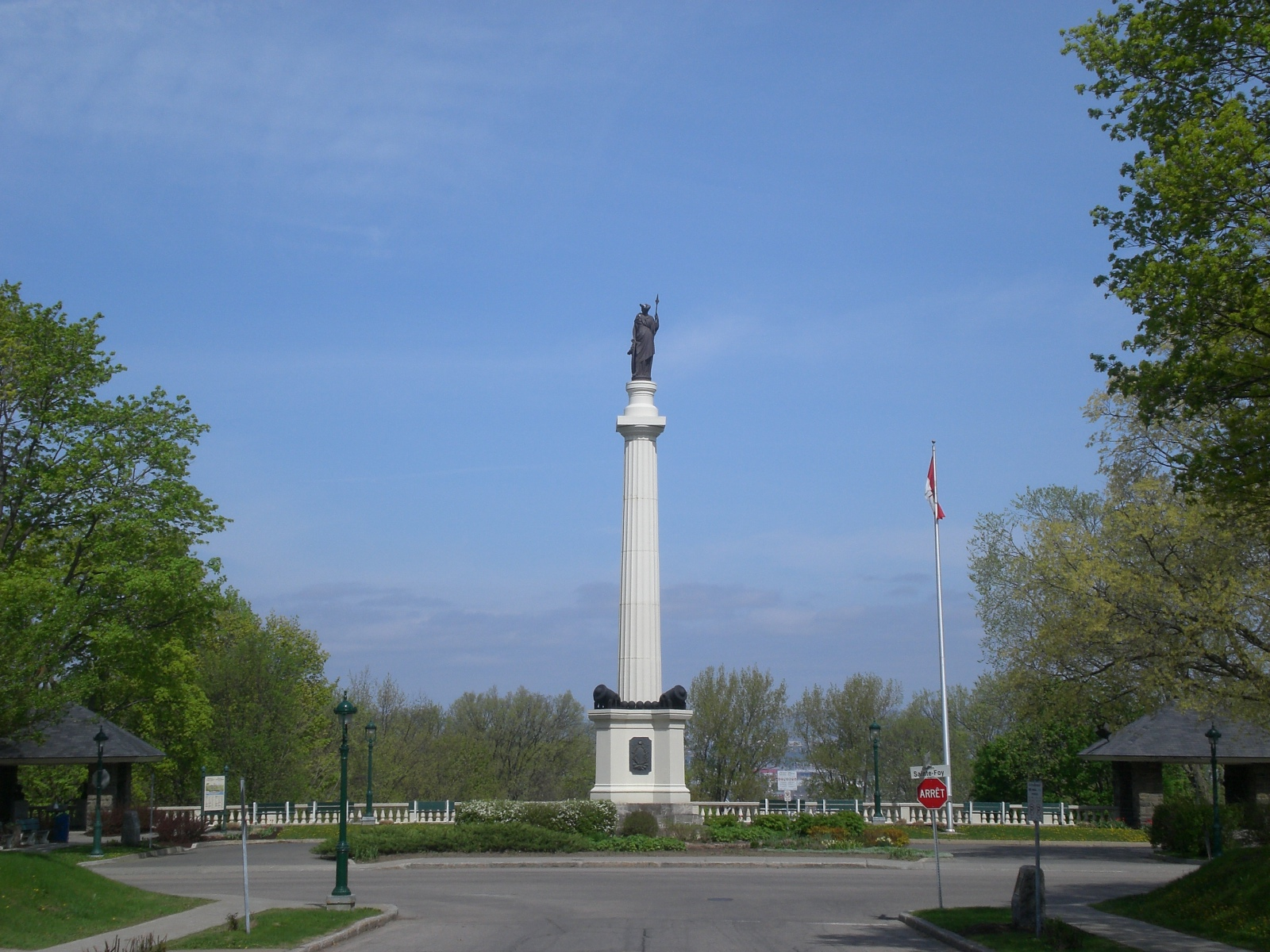
Schlachtdenkmal

Der Parc des Braves („Park der Mutigen“) ist eine Parkanlage in der kanadischen Stadt Québec. Er befindet sich im Stadtteil Montcalm (Arrondissement La Cité-Limoilou), sein Gelände war der Schauplatz der Schlacht bei Sainte-Foy im Jahr 1760. Die Anlage bildet einen Teil des Parc des Champs-de-Bataille, der von der Nationalen Schlachtfelderkommission verwaltet wird und somit als urbaner Nationalpark gilt.

## Schlachtdenkmal
Am Rand des Parks steht ein vom Architekten Charles Baillairgé entworfenes Denkmal von 22 Metern Höhe. Es erinnert einerseits an François-Gaston de Lévis und dessen französische und kanadische Soldaten sowie indianische Verbündete, andererseits an James Murray und die britischen Truppen, die sich am 28. April 1760 in der Schlacht bei Sainte-Foy gegenüberstanden.
Die Société Saint-Jean-Baptiste beschloss 1854, sterbliche Überreste von Soldaten, die hier wenige Jahre zuvor von Arbeitern gefunden worden waren, auf ein privates Grundstück umzubetten. Zum Gedenken an den französischen Sieg plante die Gesellschaft den Bau eines Denkmals auf dem Gelände der Dumont-Mühle, wo die Kämpfe besonders heftig gewesen waren. Die Grundsteinlegung war am 18. Juli desselben Jahres. Aufgrund von Finanzierungsproblemen zogen sich die Arbeiten über Jahre in die Länge. Zur Hundertjahrfeier der Schlacht 1860 war erst das Steinfundament fertiggestellt. Der Sockel und die Säule wurden 1861 hinzugefügt, die offizielle Einweihung erfolgte am 19. Oktober 1863. Da die Société nicht genug Geld für den Unterhalt hatte, ging das Denkmal 1864 in Staatsbesitz über. Seit 1908 ist die Nationale Schlachtfelderkommission zuständig.
Die drei Meter hohe Statue auf der Säule, ein Geschenk von Jérôme Napoléon Bonaparte, stellt die römische Kriegsgöttin Bellona dar. Die Figur trägt Lanze und Schild und ist jener Seite des Schlachtfelds zugewandt, das von den Franzosen besetzt gewesen war. Auf zwei Tafeln am Sockel sind die Namen von Lévis und Murray eingraviert. Der Park um das Denkmal entstand in den Jahren 1913 bis 1915 nach Plänen von Frederick Todd. 1970 wurde das Denkmal um einige Meter verschoben, um Platz für die Verbreiterung der angrenzenden Straße zu schaffen.